# John of Leicester
John of Leicester († 7. Oktober 1214 in Cramond) war ein schottischer Geistlicher. Ab 1211 oder 1212 war er Bischof von Dunkeld.
John of Leicester stammte möglicherweise auf England und kam als Verwandter von Roger of Leicester, der 1189 Bischof der Diözese St Andrews wurde, nach Schottland. Gefördert durch seinen Verwandten, machte er als Geistlicher in der Diözese Karriere. Nach anderen Angaben war er zwar mit Roger of Leicester verwandt, stammte aber aus einer einflussreichen Familie aus Perth. Die älteren Angaben von John Dowden gelten als fehlerhaft. 1211 oder 1212 wurde John zum Bischof der Diözese Dunkeld gewählt. Vermutlich wurde während seiner Amtszeit das abgelegene Argyll von der Diözese Dunkeld abgetrennt und zur eigenen Diözese erhoben. Wohl als Entschädigung erhielt John das Recht, den neuen Bischof vorzuschlagen, und ernannte seinen Kaplan Harald zum ersten Bischof der neuen Diözese. Nach seinem Tod wurde John wie sein Vorgänger Richard in dem Kloster auf der Insel Inchcolm beigesetzt.